# トレヴィニャーノ
トレヴィニャーノ（伊: Trevignano）は、イタリア共和国ヴェネト州トレヴィーゾ県にある、人口約10,700人の基礎自治体（コムーネ）。

## 地理

### 位置・広がり

#### 隣接コムーネ
隣接するコムーネは以下の通り。
- イストラーナ
- モンテベッルーナ
- パエーゼ
- ヴェデラーゴ
- ヴォルパーゴ・デル・モンテッロ

### 気候分類・地震分類
気候分類では、zona E, 2405 GGに分類される。
また、イタリアの地震リスク階級 (it) では、zona 2 (sismicità media) に分類される。

## 行政

### 分離集落
トレヴィニャーノには、以下の分離集落（フラツィオーネ）がある。
- Falzè (sede comunale), Musano, Signoressa, Trevignano